# 정의여자고등학교 (충남)
정의여자고등학교는 충청남도 서천군 장항읍 성화로 37(화천리 310)에 있었던 사립 고등학교이다.

## 연혁
- 1955년 11월 29일 : 정의여자고등공민학교 설립인가
- 1956년 4월 10일 : 개교
- 1958년 12월 8일 : 정의여자고등학교로 설립인가
- 2000년 : 같은 재단 내 정의여중 교사 전보·발령으로 인한 소요사태 발생
- 2003년 4월 25일 : 폐교 (47회 졸업)

## 같이 보기
- 정의여자중학교
- 원의중학교
- 김옥선